# Circunscripción electoral de Ibiza-Formentera

Circunscripción de Ibiza-Formentera
Cortes Generales* Senado: 1 senador (de 266)Parlamento de las Islas Baleares* Ibiza: 12 escaños (de 59)
- Formentera: 1 escaño (de 59)Consejos Insulares* Ibiza: 13 escaños (de 13)
- Formentera: 17 escaños (de 17)

Ibiza-Formentera es una circunscripción electoral española, utilizada como distrito electoral para el Senado, que es la Cámara Alta del Parlamento español. Se corresponde con las islas de Ibiza y Formentera y eligen entre las dos a 1 senador. Ibiza y Formentera también son dos de las 4 circunscripciones electorales de las Islas Baleares para las elecciones autonómicas, las cuales escogen a 12 diputados y 1 diputado, respectivamente, de los 59 que conforman el Parlamento de las Islas Baleares. Además, por separado, Ibiza y Formentera constituyen dos circunscripciones únicas para elegir a los 13 consejeros del Consejo Insular de Ibiza y a los 17 consejeros del Consejo Insular de Formentera, respectivamente.

## Ámbito de la circunscripción y sistema electoral
En virtud del artículo 69.3 de la Constitución Española de 1978 los límites de la circunscripción deben ser los mismos que los de las islas de Ibiza y Formentera. El voto es sobre la base de sufragio universal secreto. En virtud del artículo 12 de la Constitución, la edad mínima para votar es de 18 años.
En el caso del Senado, el sistema electoral sigue el escrutinio mayoritario plurinominal. Se elige un senador, que se corresponde con el que más votos haya recibido.

## Consejos Insulares
Los consejos insulares de Ibiza y Formentera son las instituciones de autogobierno de ambas islas. Desde su creación en 1979 y hasta 2003, estos estaban integrados en el Consejo Insular de Ibiza y Formentera. Sin embargo, en 2007, tras la modificación del Estatuto de Autonomía de Baleares, se decidió que la isla de Formentera tuviera su consejo insular propio.

### Consejo Insular de Ibiza
Dado que no se creó hasta 2007, los consejeros que se muestran en la tabla desde 1979 hasta 2003 se corresponden con los 12 consejeros que la circunscripción electoral de Ibiza aportaba al Consejo Insular de Ibiza y Formentera.
|                        | Partido Popular de las Islas Baleares    | PPIB      | 6  | 6  | 7  | 7  | 7  | 6  | 7  | 6  | 8  | 6  | 6  | 8  |
|                        | Partido Socialista de las Islas Baleares | PSIB-PSOE | 2  | 5  | 5  | 5  | 4  | 3  | 3  | 7  | 5  | 4  | 4  | 3  |
|                        | Izquierda Unida de las Islas Baleares    | EUIB      | 0  | 0  | 0  | 0  | 0  | 1  | 1  | 0  | 0  | 0  | 2  | 1  |
|                        | Podem Illes Balears                      | PODEM     |    |    |    |    |    |    |    |    |    | 3  | 2  | 1  |
|                        | Vox                                      | VOX       |    |    |    |    |    |    |    |    |    | 0  | 0  | 1  |
|                        | Ciudadanos-Partido de la Ciudadanía      | CS        |    |    |    |    |    |    |    |    |    |    | 1  | 0  |
| Partidos desaparecidos |                                          |           |    |    |    |    |    |    |    |    |    |    |    |    |
|                        | Unión de Centro Democrático              | UCD       | 4  |    |    |    |    |    |    |    |    |    |    |    |
|                        | Els Verds de les Illes                   | ELS VERDS |    |    |    |    | 1  | 1  | 1  | 0  |    |    |    |    |
|                        | Centro Democrático y Social              | CDS       |    | 0  | 1  | 0  |    |    |    |    |    |    |    |    |
|                        | Fed. Indep. de Ibiza y Formentera        | FIEF      |    |    |    | 1  | 0  |    |    |    |    |    |    |    |
|                        | Partido Demócrata Liberal                | PDL       |    | 1  |    |    |    |    |    |    |    |    |    |    |
| Total                  | Total                                    | Total     | 12 | 12 | 12 | 12 | 12 | 12 | 12 | 13 | 13 | 13 | 13 | 13 |

### Consejo Insular de Formentera
Dado que no se creó hasta 2007, los consejeros que se muestran en la tabla desde 1979 hasta 2003 se corresponden con el consejero que la circunscripción electoral de Formentera aportaba al Consejo Insular de Ibiza y Formentera.
|                        | Gente por Formentera                         | GxF       |   |   |   |   |   |   |   | 5  | 6  | 9  | 6  | 5  |
|                        | Partido Popular de las Islas Baleares        | PPIB      | 0 | 0 | 0 | 0 | 0 | 0 | 0 | 4  | 5  | 4  | 6  | 9  |
|                        | Compromís amb Formentera                     | Compromís |   |   |   |   |   |   |   |    | 5  | 2  | 6  | 9  |
|                        | Sa Unió de Formentera                        | SA UNIÓ   |   |   |   |   |   |   |   |    | 5  |    | 6  | 9  |
|                        | Partido Socialista de las Islas Baleares     | PSIB-PSOE | 1 | 1 | 1 | 1 | 0 | 0 | 0 | 2  | 2  | 2  | 5  | 3  |
| Partidos desaparecidos |                                              |           |   |   |   |   |   |   |   |    |    |    |    |    |
|                        | Grupo Independientes de Formentera           | GUIF      | 0 | 0 | 0 | 0 | 0 | 0 | 0 | 2  | 0  |    |    |    |
|                        | Agrupació Independent Popular de Formentera  | AIPF      |   |   |   |   | 1 | 0 | 1 | 0  |    |    |    |    |
|                        | Coalición de Org. Progresistas de Formentera | COPF      |   |   |   |   |   | 1 | 0 |    |    |    |    |    |
| Total                  | Total                                        | Total     | 1 | 1 | 1 | 1 | 1 | 1 | 1 | 13 | 13 | 17 | 17 | 17 |

## Parlamento de las Islas Baleares

### Ibiza: diputados obtenidos por partido
|                        | Partido Popular de las Islas Baleares           | PPIB      | 6  | 7  | 7  | 7  | 6  | 7  | 6  | 8  | 5  | 5  | 7  |
|                        | Partido Socialista de las Islas Baleares        | PSIB-PSOE | 4  | 4  | 4  | 4  | 3  | 4  | 5  | 4  | 4  | 5  | 4  |
|                        | Izquierda Unida de las Islas Baleares           | EUIB      |    | 0  | 0  | 0  | 2  | 1  | 1  | 0  | 0  | 1  | 0  |
|                        | Podem Illes Balears                             | PODEM     |    |    |    |    |    |    |    |    | 3  | 1  | 0  |
|                        | Vox                                             | VOX       |    |    |    |    |    |    |    |    |    | 0  | 1  |
|                        | Ciudadanos-Partido de la Ciudadanía             | CS        |    |    |    |    |    |    |    |    | 0  | 1  | 0  |
| Partidos desaparecidos |                                                 |           |    |    |    |    |    |    |    |    |    |    |    |
|                        | Els Verds de les Illes                          | ELS VERDS |    |    |    | 1  | 1  | 0  | 0  |    |    |    |    |
|                        | Centro Democrático y Social                     | CDS       | 0  | 1  | 0  |    |    |    |    |    |    |    |    |
|                        | Federación Independientes de Ibiza y Formentera | FIEF      |    |    | 1  | 0  |    |    |    |    |    |    |    |
|                        | Partido Demócrata Liberal                       | PDL       | 1  |    |    |    |    |    |    |    |    |    |    |
| Total                  | Total                                           | Total     | 11 | 12 | 12 | 12 | 12 | 12 | 12 | 12 | 12 | 12 | 12 |

### Formentera: diputados obtenidos por partido
| Candidatura | Candidatura                              | Candidatura | 1983 | 1987 | 1991 | 1995 | 1999 | 2003 | 2007 | 2011 | 2015 | 2019 | 2023 |
| ----------- | ---------------------------------------- | ----------- | ---- | ---- | ---- | ---- | ---- | ---- | ---- | ---- | ---- | ---- | ---- |
|             | Partido Socialista de las Islas Baleares | PSIB-PSOE   | 1    | 1    | 1    | 0    | 0    | 0    | 0    | 1    | 1    | 1    | 0    |
|             | Partido Popular de las Islas Baleares    | PPIB        | 0    | 0    | 0    | 1    | 0    | 1    | 1    | 0    | 0    | 0    | 1a   |
|             | Independientes                           | -           |      |      |      |      | 1    |      |      |      |      |      |      |
| Total       | Total                                    | Total       | 1    | 1    | 1    | 1    | 1    | 1    | 1    | 1    | 1    | 1    | 1    |

a Los resultados corresponden a los de Sa Unió de Formentera, una coalición electoral formada por el PPIB y Compromís amb Formentera.

## Senado
Relación de senadores electos por la circunscripción:
| Legislatura   | Senador/a                                                         | Partido político              |
| ------------- | ----------------------------------------------------------------- | ----------------------------- |
| Constituyente | Abel Matutes Juan                                                 | Alianza Popular               |
| I             | Abel Matutes Juan                                                 | Alianza Popular               |
| II            | Enrique Ramón Fajarnés                                            | Alianza Popular               |
| III           | Alonso Marí Calbet                                                | Alianza Popular               |
| IV            | Alonso Marí Calbet                                                | Partido Popular               |
| V             | José Juan Cardona                                                 | Partido Popular               |
| VI            | Pilar Costa Serra (1996-1999), Isidoro Torres Cardona (1999-2000) | Pacto Progresista de Ibiza    |
| VII           | Enrique Fajarnés Ribas                                            | Partido Popular               |
| VIII          | Antonio Marí Marí                                                 | Partido Popular               |
| IX            | Pedro Torres i Torres (2008-2011), Margarita Font Aguiló (2011)   | Pacto Progresista de Ibiza    |
| X             | José Sala Torres                                                  | Partido Popular               |
| XI            | Santiago Marí Torres                                              | Partido Popular               |
| XII           | Santiago Marí Torres                                              | Partido Popular               |
| XIII          | Patricia Abascal Jiménez                                          | PSOE                          |
| XIV           | Patricia Abascal Jiménez                                          | PSOE                          |
| XV            | Juan José Ferrer Martínez                                         | Eivissa i Formentera al Senat |